# La Flèche
La Flèche – miejscowość i gmina we Francji, w regionie Kraj Loary, w departamencie Sarthe.
Według danych na rok 1990 gminę zamieszkiwały 14 953 osoby, a gęstość zaludnienia wynosiła 201 osób/km² (wśród 1504 gmin Kraju Loary La Flèche plasuje się na 17. miejscu pod względem liczby ludności, natomiast pod względem powierzchni na miejscu 15).
Miasto jest położone nad rzeką Loir, jednym z głównych dopływów Loary. W XVII-XVIII wieku słynęło z jezuickiego Kolegium Henryka IV, które wykształciło m.in. Kartezjusza. Obecnie dzięki licznym zabytkom jest atrakcją turystyczną.